# Огородтах
Огородтах (др. название — Со́ттинцы) — село в Усть-Алданском улусе Республики Саха (Якутия).
Город Якутск в 1632 году впервые был основан примерно на том месте, где ныне стоят Соттинцы. В 1642 году был перенесён в нынешнее место расположения — долину Туймаада.

## Название
Прежнее название села Соттинцы — происходит от имени женщины «Суоттукана».

## География

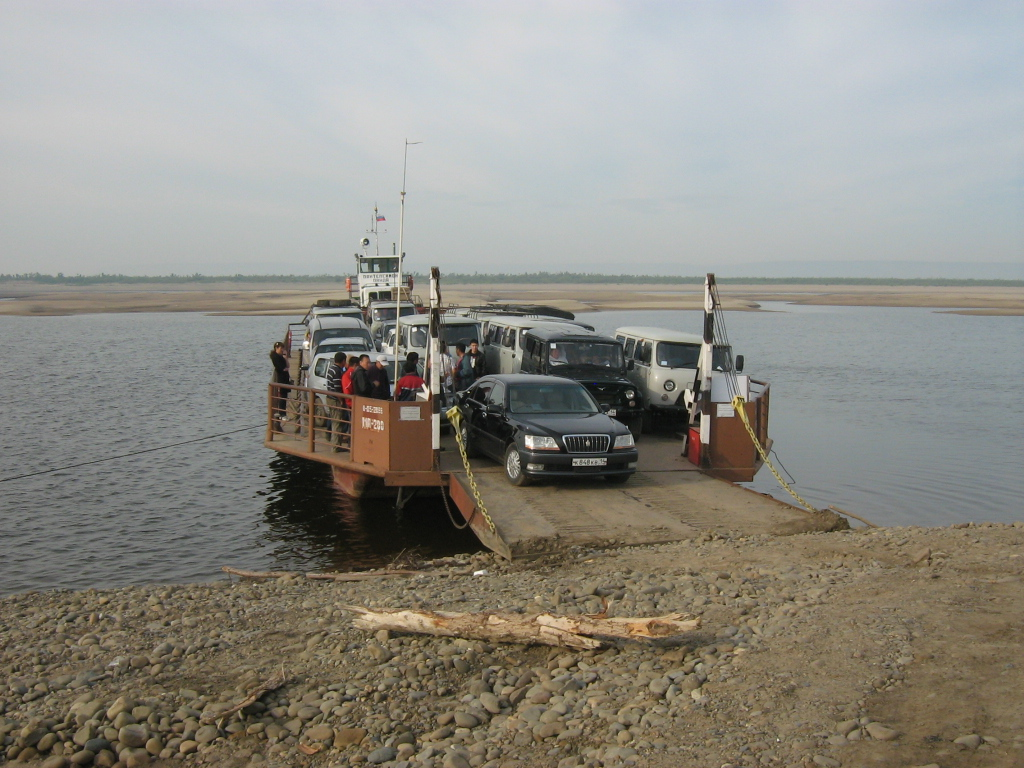
Паром «Пантелеймон Пянда» в Соттинцах

Расстояние до села Борогонцы (улусный центр) — 69 км, до города Якутска — 58 км. На противоположном, левом берегу реки Лены расположен пос. Кангалассы (г. Якутск).
Село находится на пути из Якутска в Борогонцы и в целом Усть-Алданский улус, поэтому является важным транспортно-перевалочным узлом, является «воротами» улуса. В советское время из Якутска в Соттинцы регулярно ходили «Ракеты» и пассажиры здесь пересаживались с речного транспорта на автобусы (или наоборот). Существует паромная переправа Кангалассы — Соттинцы, в зимнее время — зимник по льду. С улусным центром Борогонцами село связано автодорогой «Борогон».

## История

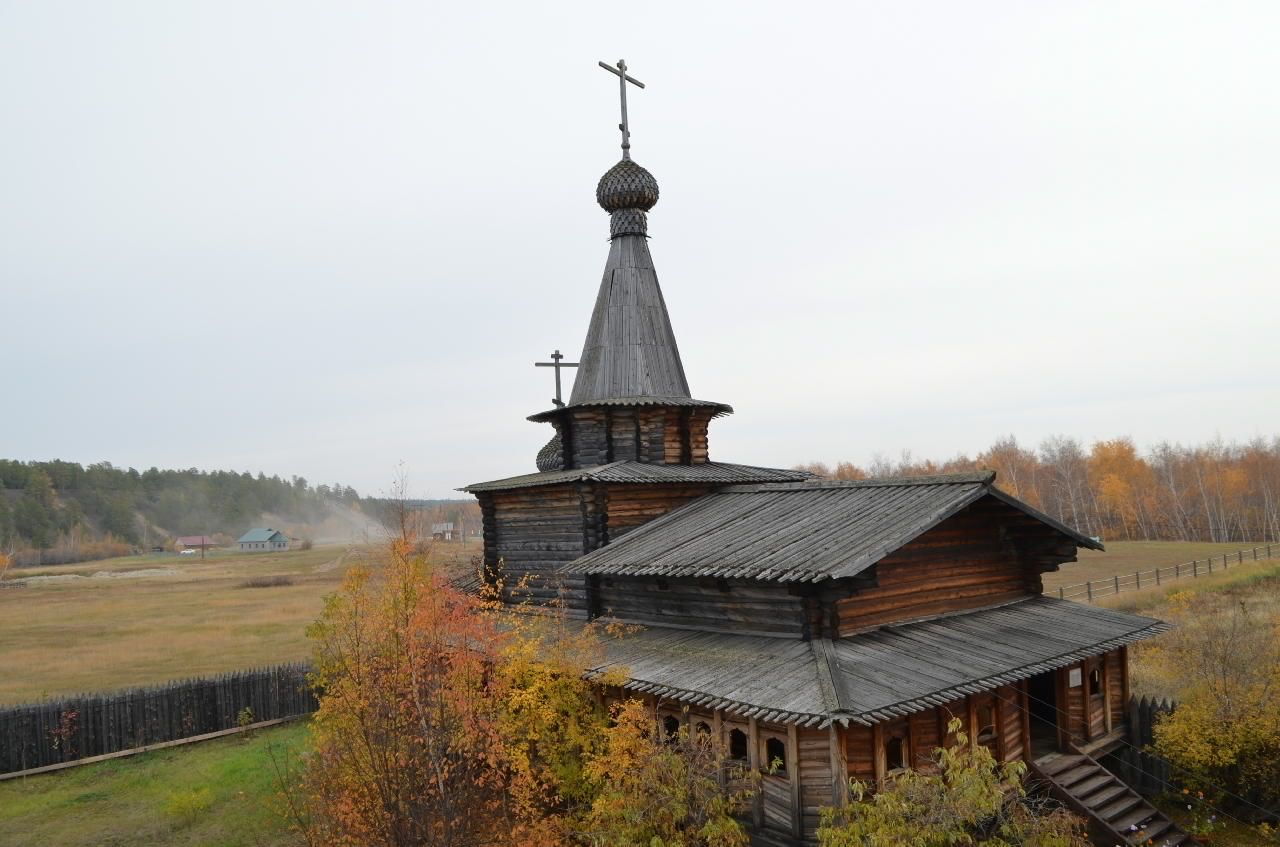
Ленский историко-архитектурный музей-заповедник «Дружба». Копия Спасской церкви Зашиверского острога

Русские казаки, обосновавшиеся в Ленском остроге, построенном сперва на соттинском берегу на стыке земель борогонских, намских и мегинских якутов, с целью объясачивания провели несколько актов устрашения местного населения. Так, как пишут историки Бахрушин С. В., Токарев С. А. в своей монографии «Якутия в XVII веке (очерки)» (1953), непокоренная крепость оспекцев была сожжена со всеми обитателями количеством более трехсот человек. Такие рейды были проведены также против бетунцев, близкого к борогонцам рода. В этих условиях именитый предводитель борогонских якутов Легой Тойон принял решение признать легитимность притязаний далекого «белого царя» и вошел в историю как крупный политик, ловко использовавший казаков для низвержения своих противников и заложивший начало взаимовыгодному сотрудничеству между русским и якутским народами.

## Население
| 1989 | 2002  | 2010  | 2014  | 2021 |
| ---- | ----- | ----- | ----- | ---- |
| 1200 | ↗1212 | ↘1125 | ↗1156 | ↘960 |

## Культура
Ленский историко-архитектурный музей-заповедник «Дружба».